# Відстань від точки до прямої
В евклідовій геометрії відстань (або перпендикулярна відстань) від точки до прямої — найкоротша відстань від нерухомої точки до будь-якої точки на нерухомій нескінченній прямій. Довжина відрізка, який з'єднує точку з прямою та перпендикулярний до цієї прямої. Формулу для обчислення відстані можна вивести та виразити кількома способами.
Знати найкоротшу відстань від точки до прямої може бути корисно в різних ситуаціях — наприклад, для знаходження найкоротшої відстані до дороги, кількісної оцінки розсіювання на графіку тощо. У регресії Демінга, типі лінійної апроксимації за допомогою кривої, якщо залежні та незалежні змінні мають однакову дисперсію, це призводить до ортогональної регресії, в якій ступінь недосконалості апроксимації вимірюють для кожної точки даних як перпендикулярну відстань від точки до лінії регресії.

## Декартові координати

### Пряма, що проходить через дві точки
У випадку прямої на площині, заданої рівнянням {\displaystyle ax+by+c=0}, де {\displaystyle a}, {\displaystyle b} та {\displaystyle c} — дійсні сталі, причому {\displaystyle a} та {\displaystyle b} не дорівнюють нулю, відстань від прямої до точки {\displaystyle (x_{0},y_{0})} дорівнює:p.14
{\displaystyle \operatorname {distance} (ax+by+c=0,(x_{0},y_{0}))={\frac {|ax_{0}+by_{0}+c|}{\sqrt {a^{2}+b^{2}}}}.}
Точка на цій прямій, розташована найближче до {\displaystyle (x_{0},y_{0})}, має координати:
{\displaystyle x={\frac {b(bx_{0}-ay_{0})-ac}{a^{2}+b^{2}}}{\text{ і }}y={\frac {a(-bx_{0}+ay_{0})-bc}{a^{2}+b^{2}}}.}
Горизонтальні та вертикальні прямі
У загальному рівнянні прямої, {\displaystyle ax+by+c=0}, {\displaystyle a} та {\displaystyle b} не можуть обидва дорівнювати нулю, якщо {\displaystyle c} також не дорівнює нулю (в цьому випадку рівняння не визначає пряму). Якщо {\displaystyle a=0} та {\displaystyle b\neq 0}, пряма горизонтальна і має рівняння {\displaystyle y=-c/b}. Відповідно до формули, відстань від {\displaystyle (x_{0},y_{0})} до цієї прямої вимірюється вздовж вертикального відрізка довжиною {\displaystyle |y_{0}-(-c/b)|=|by_{0}+c|/|b|}. Аналогічно, для вертикальних прямих ({\displaystyle b=0}) відстань між тією ж точкою та прямою, виміряна вздовж горизонтального відрізка, дорівнює {\displaystyle |ax_{0}+c|/|a|}.

### Пряма, задана рівнянням
Якщо пряма проходить через дві точки {\displaystyle P_{1}=(x_{1},y_{1})} та {\displaystyle P_{2}=(x_{2},y_{2})}, то відстань {\displaystyle (x_{0},y_{0})} від прямої дорівнює:
{\displaystyle \operatorname {distance} (P_{1},P_{2},(x_{0},y_{0}))={\frac {|(y_{2}-y_{1})x_{0}-(x_{2}-x_{1})y_{0}+x_{2}y_{1}-y_{2}x_{1}|}{\sqrt {(y_{2}-y_{1})^{2}+(x_{2}-x_{1})^{2}}}}.}
Знаменник цього виразу — це відстань між {\displaystyle P_{1}} та {\displaystyle P_{2}}. Чисельник дорівнює подвоєній площі трикутника з вершинами в трьох точках {\displaystyle (x_{0},y_{0})}, {\displaystyle P_{1}} та {\displaystyle P_{2}}. Вираз еквівалентний {\textstyle h={\frac {2S}{b}}}, який можна отримати з формули площі трикутника: {\textstyle S={\frac {1}{2}}bh}, де {\displaystyle b} — довжина сторони, а {\displaystyle h} — висота, опущена з протилежної вершини.

## Пряма, задана точкою та кутом
Якщо пряма проходить через точку P = (Px, Py) під кутом θ, то відстань від деякої точки (x0, y0) до прямої дорівнює
{\displaystyle \operatorname {distance} (P,\theta ,(x_{0},y_{0}))=|\cos(\theta )(P_{y}-y_{0})-\sin(\theta )(P_{x}-x_{0})|}

### Алгебричне доведення
Це доведення справедливе лише тоді, коли пряма не є ні вертикальною, ні горизонтальною, тобто, ні {\displaystyle a}, ні {\displaystyle b} у рівнянні прямої не дорівнюють нулю.
Пряма з рівнянням {\displaystyle ax+by+c=0} має кутовий коефіцієнт {\displaystyle -a/b}, тому будь-яка пряма, перпендикулярна до неї, матиме кутовий коефіцієнт {\displaystyle b/a} (від'ємна обернена величина). Нехай {\displaystyle (m,n)} — точка перетину прямої {\displaystyle ax+by+c=0} та перпендикулярної до неї прямої, яка проходить через точку (x0, y0). Пряма, що проходить через ці дві точки, перпендикулярна до початкової прямої, тому
{\displaystyle {\frac {y_{0}-n}{x_{0}-m}}={\frac {b}{a}}.}
Отже, {\displaystyle a(y_{0}-n)-b(x_{0}-m)=0,} і, піднісши це рівняння до квадрата, отримуємо:
{\displaystyle a^{2}(y_{0}-n)^{2}+b^{2}(x_{0}-m)^{2}=2ab(y_{0}-n)(x_{0}-m).}
Також
{\displaystyle (a(x_{0}-m)+b(y_{0}-n))^{2}=a^{2}(x_{0}-m)^{2}+2ab(y_{0}-n)(x_{0}-m)+b^{2}(y_{0}-n)^{2}=(a^{2}+b^{2})((x_{0}-m)^{2}+(y_{0}-n)^{2})},
зі згаданого вище квадратного рівняння. Але в нас також є,
{\displaystyle (a(x_{0}-m)+b(y_{0}-n))^{2}=(ax_{0}+by_{0}-am-bn)^{2}=(ax_{0}+by_{0}+c)^{2}}
оскільки {\displaystyle (m,n)} лежить на {\displaystyle ax+by+c=0}. Отже,
{\displaystyle (a^{2}+b^{2})((x_{0}-m)^{2}+(y_{0}-n)^{2})=(ax_{0}+by_{0}+c)^{2}}
і для довжини відрізка прямої, визначеного цими двома точками, маємо
{\displaystyle d={\sqrt {(x_{0}-m)^{2}+(y_{0}-n)^{2}}}={\frac {|ax_{0}+by_{0}+c|}{\sqrt {a^{2}+b^{2}}}}.}

### Геометричне доведення

Малюнок до геометричного доведення

Це доведення справедливе лише тоді, коли пряма не є горизонтальною чи вертикальною.
Опустимо перпендикуляр із точки {\displaystyle P} з координатами {\displaystyle (x_{0},y_{0})} на пряму з рівнянням {\displaystyle Ax+By+C=0}. Нехай {\displaystyle R} — основа перпендикуляра. Проведемо вертикальну пряму через точку {\displaystyle P} та позначимо точку її перетину із заданою прямою {\displaystyle S}. Починаючи з будь-якої точки {\displaystyle T} на прямій накресліть прямокутний трикутник {\displaystyle TVU}, катети якого — горизонтальний та вертикальний відрізки, гіпотенуза {\displaystyle TU} лежить на заданій прямій, а довжина горизонтального катета {\displaystyle |B|} (див. малюнок). Вертикальний катет {\displaystyle \bigtriangleup TVU} матиме довжину {\displaystyle |A|}, оскільки кутовий коефіцієнт прямої {\displaystyle -A/B}.
{\displaystyle \bigtriangleup PRS} та {\displaystyle \bigtriangleup TVU} подібні, оскільки вони обидва прямокутні, а {\displaystyle \angle PSR\cong \angle TUV}, оскільки вони є відповідними кутами при січній до паралельних прямих {\displaystyle PS} та {\displaystyle UV} (обидві прямі вертикальні). Відповідні сторони цих трикутників пропорційні, тому:
{\displaystyle {\frac {|{\overline {PR}}|}{|{\overline {PS}}|}}={\frac {|{\overline {TV}}|}{|{\overline {TU}}|}}.}
Якщо точка {\displaystyle S} має координати {\displaystyle (x_{0},m)}, то {\displaystyle |PS|=|y_{0}-m|}, а відстань від {\displaystyle P} до прямої дорівнює:
{\displaystyle |{\overline {PR}}|={\frac {|y_{0}-m||B|}{\sqrt {A^{2}+B^{2}}}}.}
Оскільки {\displaystyle S} лежить на прямій, ми можемо знайти значення {\displaystyle m},
{\displaystyle m={\frac {-Ax_{0}-C}{B}},}
і нарешті отримати:
{\displaystyle |{\overline {PR}}|={\frac {|Ax_{0}+By_{0}+C|}{\sqrt {A^{2}+B^{2}}}}.}
Варінтом цього доведення є розміщення {\displaystyle V} у точці {\displaystyle P} та обчислення площі трикутника {\displaystyle \bigtriangleup UVT} двома способами, щоб отримати це {\displaystyle D|{\overline {TU}}|=|{\overline {VU}}||{\overline {VT}}|} де {\displaystyle D} — висота {\displaystyle \bigtriangleup UVT}, проведена до гіпотенеузи {\displaystyle \bigtriangleup UVT} з {\displaystyle P}. Формулу відстані можна потім використовувати для виражання {\displaystyle |{\overline {TU}}|}, {\displaystyle |{\overline {VU}}|}, та {\displaystyle |{\overline {VT}}|} через координати {\displaystyle P} та коефіцієнти рівняння прямої, щоб отримати зазначену формулу.[джерело?]

### Доведення за проєкцією вектора
Нехай {\displaystyle P} — точка з координатами {\displaystyle (x_{0},y_{0})}, а задана пряма має рівняння {\displaystyle ax+by+c=0}. Також, нехай {\displaystyle Q=(x_{1},y_{1})} — будь-яка точка на цій прямій, а {\displaystyle \mathbf {n} } — вектор {\displaystyle (a,b)}, що починається в точці {\displaystyle Q}. Вектор {\displaystyle \mathbf {n} } перпендикулярний до прямої, а відстань {\displaystyle d} від точки {\displaystyle P} до прямої дорівнює довжині ортогональної проекції {\displaystyle {\overrightarrow {QP}}} на {\displaystyle \mathbf {n} }. Довжину цієї проєкції визначають за формулою:
{\displaystyle d={\frac {|{\overrightarrow {QP}}\cdot \mathbf {n} |}{\|\mathbf {n} \|}}.}
Тепер,
{\displaystyle {\overrightarrow {QP}}=(x_{0}-x_{1},y_{0}-y_{1}),} тому {\displaystyle {\overrightarrow {QP}}\cdot \mathbf {n} =a(x_{0}-x_{1})+b(y_{0}-y_{1})} і {\displaystyle \|\mathbf {n} \|={\sqrt {a^{2}+b^{2}}},}
отже
{\displaystyle d={\frac {|a(x_{0}-x_{1})+b(y_{0}-y_{1})|}{\sqrt {a^{2}+b^{2}}}}.}
Оскільки {\displaystyle Q} — точка на прямій, {\displaystyle c=-ax_{1}-by_{1}}, то
{\displaystyle d={\frac {|ax_{0}+by_{0}+c|}{\sqrt {a^{2}+b^{2}}}}.}

## Інша формула
Можна сформулювати інший вираз для знаходження найкоротшої відстані від точки до прямої. У цьому випадку теж потрібно, щоб лінія не була вертикальною чи горизонтальною.
Нехай точка {\displaystyle P} має координати {\displaystyle (x_{0},y_{0})}. Рівняння прямої — {\displaystyle y=mx+k}. Рівняння нормалі до прямої, яка проходить через точку P, — {\displaystyle y={\frac {x_{0}-x}{m}}+y_{0}}.
Точка перетину цих прямих є найближчою точкою на початковій прямій до точки P. Отже:
{\displaystyle mx+k={\frac {x_{0}-x}{m}}+y_{0}.}
Розв'яжемо це рівняння відносно {\displaystyle x}:
{\displaystyle x={\frac {x_{0}+my_{0}-mk}{m^{2}+1}}.}
Координату {\displaystyle y} точки перетину можна знайти, підставивши цей вираз для {\displaystyle x} у рівняння початкової прямої,
{\displaystyle y=m{\frac {(x_{0}+my_{0}-mk)}{m^{2}+1}}+k.}
Скориставшись формулою для знаходження відстані між двома точками, {\displaystyle d={\sqrt {(X_{2}-X_{1})^{2}+(Y_{2}-Y_{1})^{2}}}}, приходимо до висновку, що формула для найкоротшої відстані між прямою і точкою така:
{\displaystyle d={\sqrt {\left({{\frac {x_{0}+my_{0}-mk}{m^{2}+1}}-x_{0}}\right)^{2}+\left({m{\frac {x_{0}+my_{0}-mk}{m^{2}+1}}+k-y_{0}}\right)^{2}}}={\frac {|k+mx_{0}-y_{0}|}{\sqrt {1+m^{2}}}}.}
Зважаючи на те, що для прямої {\displaystyle ax+by+c=0} {\displaystyle m=-a/b} та {\displaystyle k=-c/b}, після алгебричних перетворень отримуємо стандартний вираз.

## Векторне формулювання

Малюнок до векторного формулювання

Рівняння прямої можна записати у векторній формі:
{\displaystyle \mathbf {x} =\mathbf {a} +t\mathbf {n} }
Тут a — положення точки на прямій, а n — одиничний вектор у напрямку прямої. Тоді, коли скаляр {\displaystyle t} змінюється, x задає геометричне місце точок прямої.
Відстань від довільної точки p до цієї прямої визначається як
{\displaystyle \operatorname {distance} (\mathbf {x} =\mathbf {a} +t\mathbf {n} ,\mathbf {p} )=\|(\mathbf {a} -\mathbf {p} )-((\mathbf {a} -\mathbf {p} )\cdot \mathbf {n} )\mathbf {n} \|.}
Цю формулу можна вивести так: {\displaystyle \mathbf {a} -\mathbf {p} } — вектор від p до точки a на прямій. Тоді {\displaystyle (\mathbf {a} -\mathbf {p} )\cdot \mathbf {n} } — це довжина проєкції на пряму, тому
{\displaystyle ((\mathbf {a} -\mathbf {p} )\cdot \mathbf {n} )\mathbf {n} }
— вектор, який є проекцією {\displaystyle \mathbf {a} -\mathbf {p} } на пряму. Таким чином
{\displaystyle (\mathbf {a} -\mathbf {p} )-((\mathbf {a} -\mathbf {p} )\cdot \mathbf {n} )\mathbf {n} }
є складовою {\displaystyle \mathbf {a} -\mathbf {p} } перпендикулярною до прямої. Відстань від точки до прямої тоді є просто нормою цього вектора. Ця загальніша формула не обмежується двома вимірами.

## Інше векторне формулювання
Якщо пряма {\displaystyle (l)} проходить через точку {\displaystyle A} та має вектор напрямку {\displaystyle {\vec {u}}}, відстань між точкою {\displaystyle P} та прямою {\displaystyle (l)} дорівнює
{\displaystyle d(\mathrm {P} ,(l))={\frac {\left\|{\overrightarrow {\mathrm {AP} }}\times {\vec {u}}\right\|}{\|{\vec {u}}\|}}}
де {\displaystyle {\overrightarrow {\mathrm {AP} }}\times {\vec {u}}} — векторний добуток векторів {\displaystyle {\overrightarrow {\mathrm {AP} }}} і {\displaystyle {\vec {u}}}, {\displaystyle \|{\vec {u}}\|} — векторна норма {\displaystyle {\vec {u}}}.
{\displaystyle {\overrightarrow {\mathrm {AP} }}=P-A}
Зауважте, що векторні добутки існують лише у розмірностях 3 та 7 і тривіально в розмірностях 0 та 1 (де векторний добуток дорівнює константі 0).